# FC Liverpool (Frauenfußball)
Der Liverpool Football Club Women, allgemein bekannt als FC Liverpool, ist ein Frauenfußballclub aus Liverpool der der FA Women’s Super League angehört. Der Verein wurde im Jahr 1989 als Newton LFC gegründet und wurde 1994 zur offiziellen Frauenfußballabteilung des FC Liverpool.

## Geschichte
1989 wurde der Verein von Liz Deighan als Newton LFC gegründet. Bevor er im Jahr 1994 zur Frauenfußballabteilung des FC Liverpool wurde, schaffte der Verein es bis ins Finale des FA Women’s Cup, verlor jedoch gegen Doncaster Rovers Belles. Auch als FC Liverpool Women schaffte es der Verein in den folgenden zwei Jahren ins Finale des FA Women’s Cup, verlor allerdings auch diese. Nach mehreren Jahren in der National Premier League stieg der Verein 2003 in die Northern Division ab. Sie stiegen zwar im folgenden Jahr wieder auf, konnten sich allerdings nicht in der Liga durchsetzen und stiegen wieder ab. Erst in der Saison 2007/08 konnte sich der Verein für eine Saison in der National League halten, 2009/10 stieg er erneut ab. Der Verein gewann jedoch den FA Fair Play Award.
Im April 2011 wurde die FA Women’s Super League gegründet. Liverpool gehörte zu den Gründungsmitgliedern. Im August 2012 wurde Matt Beard zum neuen Trainer der Mannschaft ernannt. Unter ihm gelang dem Verein am 29. September 2013 der Gewinn der Women’s Super League. Ein Jahr später gelang die Titelverteidigung. Im September 2015 trennte sich der Verein von Trainer Beard. In den Folgejahren wurde Standard Chartered zum Trikotsponsor und wurde zum Hauptpartner des Vereins. In der Saison 2019/20 stieg der Verein aus der WSL ab. In der Folgesaison scheiterte der Verein mit dem dritten Platz am Aufstieg. Erst mit der Rückkehr von Matt Beard gelang der Aufstieg im Jahr 2022. Im Mai 2023 startete der Verein die Kampagne Her Game too mit Ziel auf Sexismus im Fußball aufmerksam zu machen.

## Stadion
Der Verein trug die meisten seiner Heimspiele im Prenton Park aus, der Heimstätte des EFL-League-Two-Vereins Tranmere Rovers. Das Stadion hat eine Kapazität von 16.587 Plätzen. Die durchschnittliche Zuschauerzahl in Liverpool lag während der gesamten Saison bei 4.758.
Zur Saison 2024/25 wechseln die Frauen des LFC in das Totally Wicked Stadium, die Spielstätte des Rugby-League-Clubs St Helens RLFC, wurde 2011 eröffnet und bietet 18.000 Plätze. Nachdem die Vereinbarung mit dem Prenton Park am Saisonende 2024 ausläuft, einigte man sich auf einen Vertrag über zehn Jahre. Das Stadion in St Helens wird mit einem Spielfeldrasen im Standard der Premier League, von dem auch die Mannschaften des St Helens RLFC profitieren, und weiteren, exklusiv für die Spielerinnen nutzbaren, Einrichtungen, ausgestattet. Das Totally Wicked Stadium bleibt weiterhin Eigentum und Heimspielstätte des RLFC.

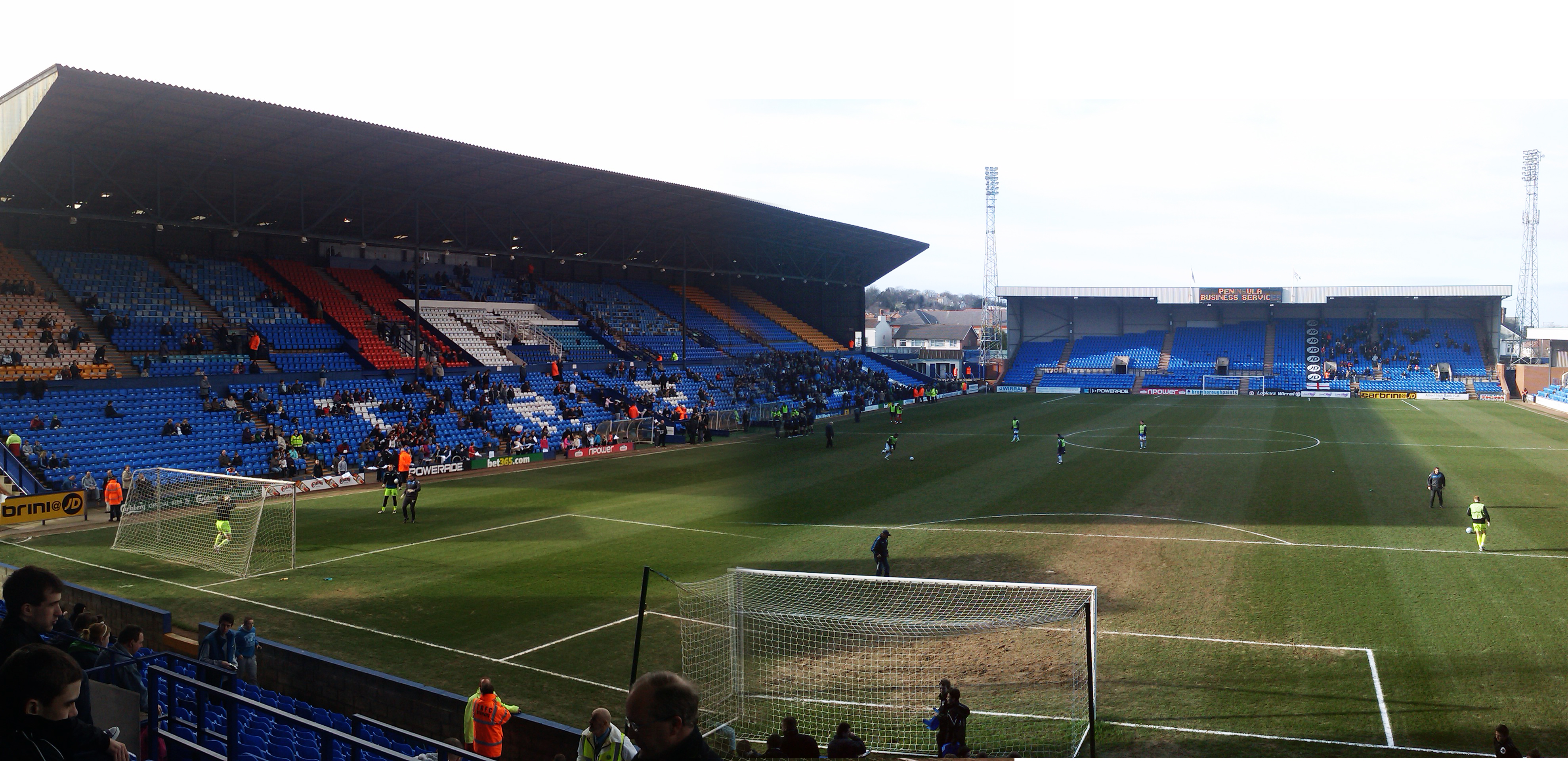
Innenansicht des Prenton Park (2012)
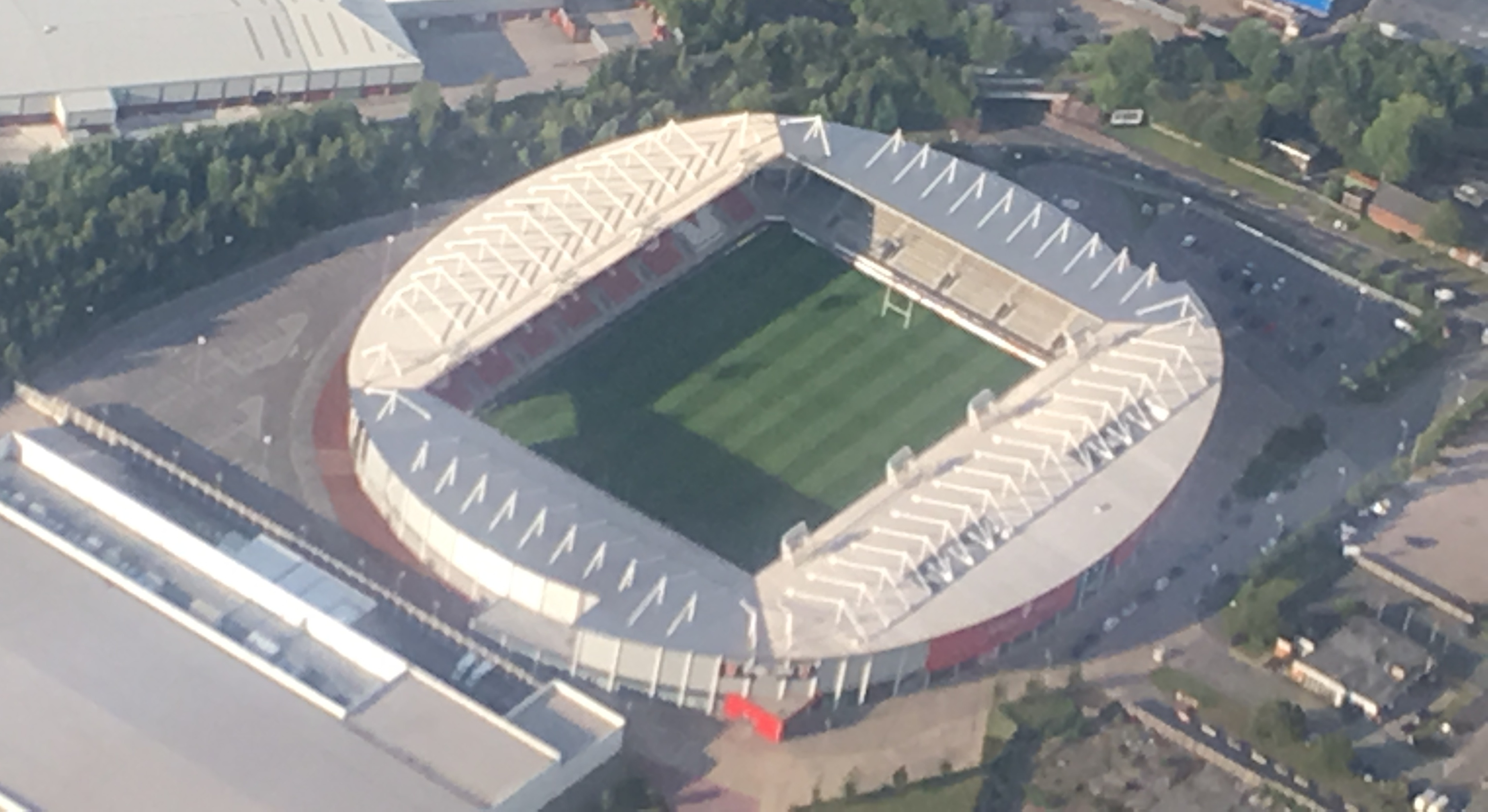
Luftbild des Totally Wicked Stadium (2019)